# Jatropha
Jatropha L., 1753 è un genere di piante arbustive o arborescenti della famiglia Euforbiacee.

## Distribuzione e habitat
Il genere è diffuso nell'America tropicale e subtropicale, nell'Africa subsahariana, in Madagascar e nelle isole Comore, nella Penisola Arabica, in India e Sri Lanka.

## Tassonomia
Il genere comprende oltre 170 specie tra cui:
- Jatropha cinerea (Ortega) Müll.Arg.
- Jatropha curcas L.
- Jatropha dioica Sessé
- Jatropha gossypiifolia L.
- Jatropha integerrima Jacq.
- Jatropha multifida L.
- Jatropha podagrica

## Tossicità
Come molti altri rappresentanti della famiglia delle Euforbiacee le piante di Jatropha contengono numerosi composti tossici, compresi lectina, forbolo, cancerogeni ed inibitori della tripsina. I semi di questo genere sono anche fonte di una tossialbumina, la curcina, altamente tossica. La sua linfa è irritante per la pelle e l'ingestione anche di solo tre semi non trattati può essere fatale per l'uomo.
Nel 2005 l'Australia Occidentale ha messo al bando la Jatropha gossypiifolia come invasiva e altamente tossica per persone e animali.

## Galleria d'immagini

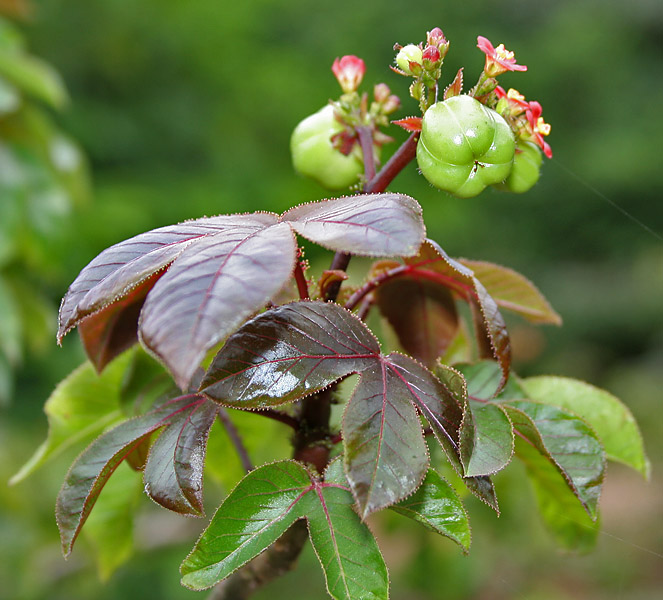
Jatropha gossypiifolia a Hyderabad, India.
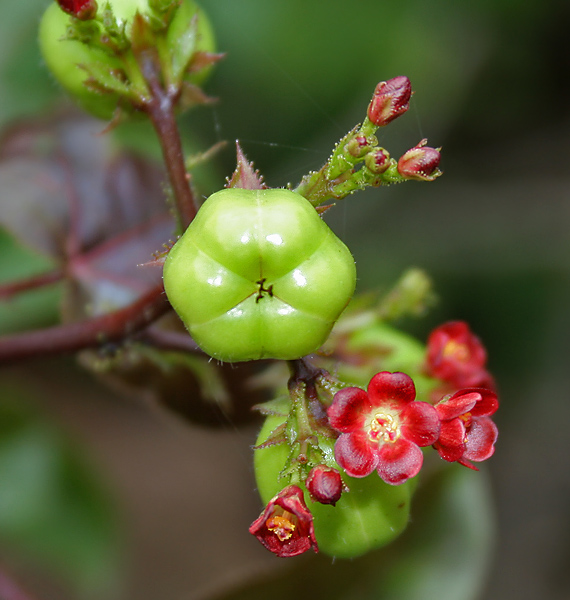
Jatropha gossypiifolia a Hyderabad, India.
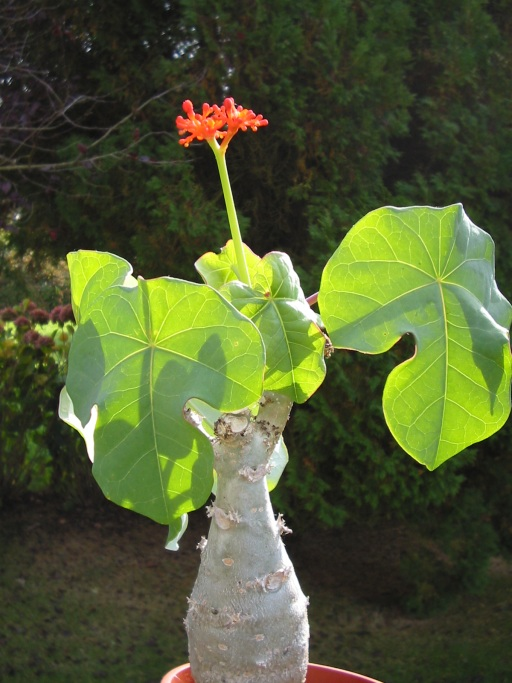
Jatropha podagrica.